# The Merchants Trust
The Merchants Trust plc ist eine britische Investmentgesellschaft mit Sitz in London. Sie investiert hauptsächlich in große britische Unternehmen, wobei großer Wert auf hohe und steigende Dividenden gelegt wird. Das Unternehmen investiert in verschiedene Industriesektoren, wie z. B. Öl, Gas und Verbrauchskraftstoffe, Pharmazeutika, Banken und Versicherungen, Erneuerbare Energien, Tabak, Spezialeinzelhandel, Nahrungsmittel, Stromversorger, Handelsunternehmen und Bergbau.
Im Juli 2024 beliefen sich die verwalteten Mittel auf insgesamt ca. 970 Mio. Pfund.
Der Fondsmanager des Trusts ist Simon Gergel von Allianz Global Investors.
Das Unternehmen ist an der Londoner Börse gelistet und Teil des FTSE 250 Index.

## Geschichte
Die Gesellschaft wurde im Jahre 1889 gegründet. Das ursprüngliche Ziel von The Merchants Trust bestand darin, durch Investitionen in den Ausbau des nordamerikanischen Eisenbahnnetzes sowie in andere Kontinente, Länder und Branchen hohe Dividenden von 5 bis 6 % zusätzlich zum Kapitalwachstum zu erzielen. Dieser Ansatz erwies sich als robust genug, dass der Trust in seinen Anfangsjahren schwierige Phasen überstehen konnte, indem er alle möglichen Marktbedingungen erlebte. Die Fokussierung auf hohe Dividenden ist bis heute geblieben.